# Пејџер
Пејџер је бежични телекомуникациони уређај који прима и приказује нумеричке или текстуалне поруке, или прима и најављује гласовне поруке.
Једнострани пејџери могу само да приме поруке, док код двостраних пејџера може и да се одговори поруком користећи унутрашњи одашиљач. Пејџери функционишу као део пејџиг система који укључује један или више фиксних трансмитера, као и броја пејџера који носе мобилни корисници. 
Један од првих пејџинг сервиса је кренуо са радом 1950. године у Њујорку. Месечна претплата је била 12 долара, а пејџер је могао да прими поруку до 40 km од трансмитера. Систем је направила Ривсоунд компанија а оператор је био Телансверфоне. Године 1960, Џон Франсис Мичел комбиновао је елементе Мотороле и аутомобилске радио технике да направи први транзисторски пејџер,и од овог тренутка, пејџер технологија је наставила да напредује, а прихватање пејџера је почело да се шири до почетка деведесетих година. Међутим, средином деведесетих година, мобилна телефонија је постала јефтина и доступна. Данас, пејџери су доступни као специјализовани производи на пример у болницама или јавној безбедности, и локацијама где је потребна висока поузданост.

## Савремена употреба

#### 1. Енкрипција и безбедност
Савремени воки-токи уређаји често долазе са уграђеним системима за енкрипцију комуникације, што их чини отпорним на прислушкивање и ометање од стране непријатеља. Овај напредак је посебно важан у модерним сукобима, где је информациона безбедност од кључног значаја. Енкриптовани воки-токи омогућавају војницима да размењују осетљиве информације без страха од пресретања.

#### 2. Интеграција са другим системима
Модерни воки-токи уређаји су често интегрисани са другим комуникационим системима, као што су сателитски и интернет протоколи. Ово омогућава јединицама на терену да имају приступ ширем спектру комуникационих алата, укључујући и могућност повезивања са удаљеним базама путем сателита уколико је то потребно. Интеграција такође омогућава војним јединицама да користе воки-токи уређаје као резервни систем у случају пада главних комуникационих мрежа.

#### 3. Отпорност на екстремне услове
Савремени војни воки-токи уређаји су дизајнирани да буду изузетно отпорни на различите услове, укључујући екстремне температуре, влагу, прашину и механичка оштећења. Ови уређаји могу да функционишу у неповољним климатским условима, што је од кључне важности у ситуацијама где су војне операције изведене у пустињама, планинама, џунглама или поларним регионима.

#### 4. Дуалне фреквенције и више канала
Модерни воки-токи уређаји често подржавају више канала и могу да раде на различитим фреквенцијама, што омогућава војним јединицама да мењају канале или користе више канала истовремено за различите врсте комуникације. Ова функција је од изузетне важности када је потребна координација између различитих јединица, као што су пешадија, артиљерија и ваздухопловне снаге.